# Stenotarsus eltipticus
Stenotarsus eltipticus es una especie de coleóptero de la familia Endomychidae.

## Distribución geográfica
Habita en Nueva Bretaña.